# 코미 나오시
코미 나오시(古味直志 고미 나오시[*], 1986년 3월 28일 - )는 일본 고치현다카오카군 쓰노정 출신의 남성 만화가이다.

## 경력
어렸을 때부터 그림을 잘 그려서 만화를 그리는 것을 무척 좋아했다고 한다. 특히 "더블 아트"는 초등학생 때부터 "연재용" 구상을 품고 있었다. 고등학교에서는 미술부에 가입했고, 고교 졸업 후에는 전문학교 아트 컬리지 고베 만화 학과에 진학했다. 재학 중, 주간 소년 점프 편집부에 들어갔으며, 당시부터 편집자들에 눈에 띄게 되었다.
제 39회 (2006년 6월 중) 점프 열두 신인 만화상에 "island"를 투고해서, 사상 2명째인 준입선을 수상했다. "island"는 "아카마루 점프" (슈에이샤) 2007 WINTER에 게재되어 만화가 데뷔를 맺었다. "주간 소년 점프" (슈에이샤) 2007년 20号호에 "사랑의 신님"을 게재했다. "주간 소년 점프" 2008년 17호부터 41호까지 "더블아츠"를 첫 연재했다. 또, 연재 개시와 동시에 고치 현을 떠나 상경했다.
더블아트 완결 후에는 연재를 획득할 수 없는 시기가 계속되었으나, "사랑의 신님"을 게재한 경험으로부터, 편집자가 러브 코미디를 그리는 것을 권했다. 그것을 계기로, 코미는 러브 코미디 작품 "니세코이"를 "소년 점프 NEXT!" (슈에이샤) 2011 WINTER에 게재한다. 이 작품이 호평을 받았기 때문에, "주간 소년 점프: 2011년 48호부터 "니세코이"의 연재를 시작한다. 이 작품은 TV 애니메이션화를 시작으로, 각양각색의 미디어 믹스가 이루어져 히트작이 되었다.
2014년 4월, "코미 나오시 단편집 사랑의 신님" (슈에이샤)를 발매했다.

## 인물
취미는 "다양한 것을 보는 것"과 "산책"이다. 특기는 "이상한 수면"이다. 좋아하는 만화는 "죠죠의 기묘한 모험", "바람계곡의 나우시카", "DEATH NOTE", "총몽", "요츠바랑!", "ONE PIECE" 등이 있다.

## 평가
제 39회 (2006년 6월 중), 열두 신인 만화상(심사원・아마노 아키라)에서 준입선을 맺은 "isand"는, 특히 그 구성력과 연출력을 높게 평가하고 있다.

## 작품 리스트

### 만화
- 《island》 (2007, 〈아카마루 점프〉)
- 《사랑의 신님》 (2007, 〈주간 소년 점프〉)
- 《윌리엄스》 (2007, 〈주간 소년 점프〉)
- 《Apple》 (2008, 〈영 점프〉)
- 《더블아츠》 (2008, 〈주간 소년 점프〉)
- 《Personant》 (2008, 〈점프 스퀘어〉)
- 《니세코이》 (2011 - 2016, 〈주간 소년 점프〉)
- 《토키도키》 (2016년, 〈소년 점프 GIGA〉)

### 삽화
- "사랑이야기" (제 3화 엔딩 카드)
- "사랑의 큐피드 야케노바라 진" 단행본 3권

## 연관 인물
- 니시오 이신 - 코미와 동시기에 점프에 연재했던 작가. 두 사람의 만남("주간 소년 점프" 2014년 20호)에 따르면, 서로 상대의 작품의 팬이라고 한다.

어시스턴트
- 하세가와 토모히로 - "니세코이"와 "사랑의 큐피드 야케노바라 진"의 콜라보레이션 "니세코이의 큐피드 야케노바라 진"를 발표했다.
- 고토 잇페이